# Кетоацидоз
Кетоацидоз — состояние, при котором происходит повышение концентрации кетоновых тел в организме человека, значительно превышающее физиологические значения.

## Этиопатогенез
В норме в организме человека в результате основного обмена постоянно формируются кетоновые тела. Термином «кетоновые тела» обозначают три соединения:
- ацетоуксусную кислоту (ацетоацетат).
- гидроксимасляную кислоту (гидроксибутират)
- ацетон

В условиях недостатка энергии организм человека использует гликоген и запасённые липиды. Запасы гликогена в организме относительно невелики — около 500—700 г, в результате его расщепления синтезируется глюкоза.
Ряд органов, в том числе головной мозг, могут получать энергию только от глюкозы или от внутриклеточных энергоносителей, например кетоновых тел.
В связи с этой особенностью непосредственное расщепление жиров не может обеспечить энергией головной мозг. Так как запасы гликогена относительно невелики и истощаются в течение 1—2 дней, организм может обеспечить головной мозг энергией или с помощью глюконеогенеза (эндогенного синтеза глюкозы), или с помощью повышения концентрации кетоновых тел в циркулирующей крови.
В связи с тем, что глюконеогенез для производства глюкозы требует аминокислоту аланин, что в условиях дефицита пищи требует расщепления собственного белка, для организма наиболее энергетически выгодным является синтез из жировой ткани кетоновых тел. Кетокислоты на период дефицита глюкозы становятся основным источником энергии мозга.
Кетоновые тела являются кислотами, и скорость их усвоения и синтеза может значительно отличаться; могут возникать ситуации, когда из-за высокой концентрации кетокислот в крови смещается кислотно-щелочное равновесие, развивается метаболический ацидоз. Следует различать кетоз и кетоацидоз, при кетозе не происходит электролитных изменений крови, и это физиологическое состояние. Кетоацидоз — однозначно патологическое состояние, его лабораторными критериями служат рН крови ниже 7,35 и концентрация стандартного бикарбоната сыворотки крови менее 21 ммоль /л.
Наиболее частой причиной развития выраженного кетоацидоза является сахарный диабет 1-го типа. В норме при дефиците пищи кетоз не должен вызывать электролитных нарушений и является вариантом нормы. Однако в ряде случаев также возможна декомпенсация и развитие ацидоза.

## Типы кетоацидоза
Существует несколько основных типов кетоацидоза, каждый из которых имеет свои особенности:
- Диабетический кетоацидоз (ДКА) — наиболее распространённая форма, возникающая при абсолютном или относительном дефиците инсулина, чаще всего у пациентов с сахарным диабетом 1 типа. Характеризуется гипергликемией, гиперкетонемией и метаболическим ацидозом.
- Алкогольный кетоацидоз (АКА) — развивается у хронических алкоголиков после эпизодов чрезмерного употребления алкоголя, особенно при отсутствии адекватного питания. Сопровождается гипокалиемией, дегидратацией и метаболическим ацидозом.
- Голодный кетоацидоз — возникает при длительном голодании или строгих диетах с низким содержанием углеводов. Организм начинает использовать жиры в качестве основного источника энергии, что приводит к накоплению кетоновых тел и развитию ацидоза.
- Ацетонемический синдром — чаще встречается у детей и характеризуется эпизодами рвоты, сопровождающимися кетонурией и ацидозом. Может быть связан с инфекциями, стрессом или нарушениями питания.

### Недиабетический кетоацидоз
Недиабети́ческий кетоацидо́з (ацетонеми́ческий синдро́м у детей, синдро́м цикли́ческой ацетонеми́ческой рво́ты, ацетонемическая рвота) — совокупность симптомов, обусловленных повышением концентрации в плазме крови кетоновых тел — патологическое состояние, встречающееся преимущественно в детском возрасте, проявляющееся стереотипными повторными эпизодами рвоты, чередующимися периодами полного благополучия. Развивается в результате погрешностей в диете (длительные голодные паузы либо чрезмерное употребление в пищу жиров), а также на фоне соматических, инфекционных, эндокринных заболеваний и поражения ЦНС. Различают первичный (идиопатический) — встречается у 4…6 % детей в возрасте от 1 до 12…13 лет и вторичный (на фоне заболеваний) ацетонемический синдром.
В норме в организме человека в результате основного обмена постоянно образуются и утилизируются тканями (мышцы, почки) кетоновые тела:
- ацетоу́ксусная кислота́ (ацетоацетат);
- бета-оксима́сляная кислота́ (β-оксибутират, БОМК);
- ацетон (пропанон).

В результате динамического равновесия их концентрация в плазме крови в норме мизерна.

## Лечение

### Кетоз и неглубокий кетоацидоз
Лечебная тактика направлена на устранение причин, спровоцировавших кетоз, ограничение потребления жиров в рационе, назначение щелочного питья (щелочные минеральные воды, растворы соды). Рекомендуется приём метионина, эссенциале, энтеросорбентов, энтеродеза (5 г растворяют в 100 мл кипячёной воды, выпивают за 1—2 приёма). При отсутствии эффекта от перечисленных мероприятий может быть назначена дополнительная инъекция инсулина короткого действия (по рекомендации врача). Если ранее применялся однократный приём инсулина в сутки, целесообразно перейти на режим интенсифицированной инсулинотерапии. Рекомендуется назначение кокарбоксилазы (внутримышечно), спленина (внутримышечно) курсом 7–10 дней. Также целесообразно применение щелочных очистительных клизм. При незначительном кетозе госпитализация необязательна — по возможности лечение проводится в домашних условиях под контролем специалистов.